# Кальдениус, Карл
Карл Кальдениус (швед. Carl Caldenius настоящее имя — Карл Руперт Карльцон швед. Carl Rupert Carlzon, 12 февраля 1887, Стокгольм — 10 августа 1961, Стокгольм) — шведский геолог специализировавшийся на четвертичной геологии, а так же инженерной геологии. Известен, прежде всего, как пионер гляциологических исследований в Аргентине. Заложил основы современных представлений об оледенениях в Южной Америке. Являясь учеником и сотрудником Герхарда де Геера в 1920-х принимал участие в создании Шведской геохронологической шкалы, а затем, в 1940-х годах предложил первую из её ревизий.

## Биография
Карл родился в семье известного шведского бизнесмена Якоба Альфреда Карльцона. В раннем возрасте принял решение стать инженером. Для получения квалификации в области инженерной геологии начал изучать основы геологии под руководством Герхарда де Геера в Стокгольмском университете, где получил степень бакалавра в 1911 году. Продолжая обучения с 1914 по 1924 год работал на Шведские железные дороги в области инженерной геологии. В 1920 году Карл Карлзон изменил фамилию на Кальдениус.
В начале 1920-х годов под влиянием Де Геера принимает решение оставить инженерную работу ради научной карьеры. В 1924 году защищает докторскую диссертацию «Стратиграфия и геохронология озера Рогунда», которая, помимо варвохронологических исследований, прояснила стратиграфию морских, озёрных и речных осадков в долинах рек Северной Швеции. Предложенная в этой работе стратиграфическая модель продолжает использоваться в научных и прикладных целях до настоящего времени. Впоследствии, в соавторстве с Хансом Альманом и Рагнаром Сандегреном, изучавшими другие аспекты геологии озера, на основе диссертации Кальдениусом была опубликована монография. В этой работе Кальдениус указал на генетическое различие между гляциальными и постгляциальными ленточными глинами: мощность слоёв первых контролировалась только температурой воздуха, поскольку количества тающего льда было практически неограниченным, тогда как мощность постгляциальных слоёв определялась количеством снега выпавшего в зимний период. Непродолжительное время преподавал геоморфологию и физическую географию в Лундском университете.

### Работа в Аргентине
Наибольшую известность Кальдениусу принесла работа в Аргентине в 1925—1930 годах.
Кальдениус прибыл в Аргентину по поручению Геохронологического института, основанного и возглавляемого Де Геером, и по приглашению главы Аргентинской геологической службы Хосе Мария Собрала в составе группы шведских учёных-геологов нанятых правительством Аргентины для выполнения исследований в различных частях страны.
Собрал принимал участие в Шведской антарктической экспедиции (1901—1903 годы) под руководством Отто Норденшёльда, защитил докторскую диссертацию в университете Упсалы в 1913 году и, заняв пост директора Аргентинской геологической службы, предпочёл привлечь к работе геологов из Швеции. С этой целью он обратился к Lе Гееру, одному и наиболее авторитетных геологов Швеции, занимавшему пост ректора (1902—1910 годы) и вице-канцлера (1910—1924 годы) в Стокгольмском университете.
Де Геер в эти годы полностью сосредоточился на варвохронологических исследованиях в различных регионах земного шара, целью которых было создание глобальной геохронологической шкалы, подобной той, что ему удалось построить для региона Балтийского моря. Де Геер исходил из допущения, что климатические колебания отражающиеся на мощности сезонных слоёв ленточных глин имеют глобальный характер и, следовательно, возможно установление корреляции между разрезами расположенными даже на разных континентах и в разных полушариях, так называемых телекорреляций. К этому времени, благодаря Перси Квензелю, было известно о существовании ленточных глин в Патагонии. Задачей Кальдениуса был сбор данных для установления подобных корреляций.
В 1925 году Кальдениус был принят в Аргентинскую геологическую службу на должность штатного геолога. Полевые исследования велись в течение трёх сезонов с 1925 по 1929 год.
В Аргентине Кальдениус картировал хорошо развитые морены, которые встречаются перед большинством озёр у восточного подножья Анд. Эти озёра часто содержали глины с чётко выраженной сезонной слоистостью. Кальдениус выполнял измерения согласно оригинальной методике Де Геера и отсылал в Швецию как результаты измерений, так и образцы разрезов, упакованные в специальные ящики. Де Геер пытался установить корреляцию между этими материалами и шведской геохронологической шкалой. Кальдениус изучил морены большинства озёр от Науэль-Уапи на севере до Фаньяно на острове Огненная Земля. Для большинства исследованных морен Кальдениус выявил последовательность из 4 или 5 гряд, по его мнению, основанному на варвохронологических корреляциях с Шведской геохронологической шкалой, сформировались во время последней ледниковой эпохи. При этом, три гряды (2-я, 3-я и 4-я) соответствовали стадиям дегляциации, известным в Северной Европе как Данигляциал (20—13 тыс. лет назад), Готигляциал (13—10 тыс. лет назад) и Финигляциал (10—8 тыс. лет назад). Внешнюю гряду Кальдениус считал соответствующей положению фронта ледника в период его максимального распространения , а внутреннюю относил к пост-финигляциальному наступлению ледника.
Хотя исследование и датирование морен были основной целью работ Кальдениуса в Южной Америке он находил возможность уделять внимание другим направлениям исследований: так, на острове Огненная земля он собирал образцы торфа, которые отправил в Стокгольм Леннарду вон Посту для палинологического анализа.
Свои исследования Кальдениус выполнял в районах которые по сей день остаются малообжитыми и труднодоступными. Для передвижения и перевозки грузов использовались лошади, быки, старые и неприспособленные к подобным задачам автомобили. Только в последнем экспедиционном сезоне 1928—1929 годов он преодолел в общей сложности 16 320 км. В экспедициях его сопровождала жена Сельма.
Результатом работы Кальдениуса в Аргентине стала карта гляциогенных осадков и рельефа покрывающая площадь порядка миллиона км2, уникальную детальность и точность которой отмечают современные авторы. Если исключить ошибку в определении абсолютного возраста, сратиграфическая схема Кальдениуса с появлением новых данных не подверглась существенной ревизии и продолжает использоваться в настоящее время. Более того, номенклатура предложенная Кальденисум, остаётся в употреблении в силу сложившейся традиции, несмотря на хронологическое несоответствие одноимённым формациям в регионе Балтийского моря.
В результате государственного переворота 1930 года и последовавших за ним событий Собрел потерял пост начальника геологической службы, что затруднило публикацию отчёта Кальдениуса о четырёхлетней работе, так как новое руководство ориентировалось на немецких геологов. В том же году Кальдениус оставляет работу на Аргентинскую геологическую службу. Публикация отчёта на испанском языке в шведском научном журнале en:Geografiska Annaler стала возможна в 1932 году только при непосредственной поддержке нового президента Аргентины и генерального консула Швеции в Буэнос-Айресе.
2 апреля 1931 года Кальдениус выступает в Шведском геологическом обществе с лекцией, посвящённой результатам его исследований в Аргентине. Де Геер поздравляет его с установлением подобия между оледенениями северного и южного полушарий. Шведское общество антропологии и географии наградило его в 1933 году за эту работу серебряной медалью Андерса Ретциуса.
Исследования с применением радиоизотопных и палеомагнитных методов, впервые начатые для определения возраста оледенений Южноамериканского континента в 1976 году Джоном Мерсером в Чили и продолженные различными группами во второй половине 1980-х — 1990-е годы в Аргентине, продемонстрировали ошибочность датировок Кальдениуса. Системы моренных гряд, выделенные Кальдениусом, оказались гораздо старше чем он предполагал. Гряда, соответствовавшая по мнению Кальднниуса максимуму последнего оледенения (около 26—20 тысяч лет назад), имеет возраст более 1 миллиона лет, «Данигляциальная» гряда — более 750 тысяч лет, «Готигляциальная» — более 120 тысяч лет, «Финигляциальная» — от 22 до 14 тысяч лет назад. Столь значительная ошибка в датировании оказалась возможной благодаря тому, что по сравнению с Скандинавией и Балтийским регионом, где до того момента проводились исследования ледниковых форм рельефа, климат Патагонии отличается низким количеством осадков c позднего миоцена, что делает процессы денудации значительно менее интенсивными и обеспечивает прекрасную сохранность ледниковых образований на протяжении очень долгого времени. Тем не менее, ошибочная корреляция между ленточными глинами Северного и Южного полушарий, допущенная Кальдениусом, продолжает вызывать удивление у специалистов, которым он известен как чрезвычайно аккуратный и ответственный исследователь. Переписка Кальдениуса свидетельствует о сомнениях в возможности установления подобных корреляций перед поездкой, которые полностью рассеялись в процессе работы под влиянием де Геера и результатов выполненных им сопоставлений. В своих поздних работах Кальдениус выступал противником концепции телекорреляций.

### Дальнейшая карьера
После возвращения из Аргентины он планировал продолжить варвохронологические исследования в Южном полушарии. В 1933—1934 годах он предпринял экспедицию в Австралию и Новую Зеландию, впрочем менее успешную. Помимо четвертичных он исследовал слоистые отложения каменноугольного периода, пытаясь построить варвохронологическую шкалу Гондванского оледенения. Как и на Огненной земле, в Новой Зеландии Кальдениус выполнил сбор образцов торфа для проведения палинологического анализа, результаты которого были опубликованы Вон Постом в 1936 году.
После возвращения в Швецию Кальдениус вновь обращается к занятиям инженерной геологией. В последующие годы он принимает участие в возведении мостов, реконструкции шлюзов Стокгольма. В 1944 году Кальдениус поступает в Шведскую геологическую службу, сотрудником которой остаётся до ухода на пенсию в 1955 году. Здесь он так же занимается прикладными работами в области инженерной геологии и охраны окружающей среды. С 1940-х и до смерти Кальдениус занимает должность старшего преподавателя в университете Стокгольма.
В 1941 году, всего через год после публикации фундаментального итогового труда де Геера Geochronologia Suecica, Principles, Кальдениус публикует работу, в которой предлагает переоценку двух корреляций в предложенной де Геером итоговой версии Шведской хронологической шкалы.  В середине 1950-х годов у Кальдениуса появляется возможность вернутся к фундаментальным исследованиям. Он изучает свидетельства дренирования Балтийского ледникового озера в ленточных глинах. На тот момент предметом дискуссии являлось продолжительность спуска озера, который по мнению некоторых авторов занял несколько лет, и возможность двух или даже трёхкратного повторения этого события в короткий промежуток времени. Кальдениус продемонстрировал, что спуск озера носил катастрофический характер и происходил однократно, а его следы явно читаются в слоистых осадках как за пределами акватории озера, так и внутри её. В этой же работе он снова критикует концепцию телекорреляций. В полемике, развернувшейся в 1956 году вокруг вопроса о возможности коррекции «нулевого года» Шведской геохронологической шкалы, Кальдениус высказывался за необходимость ревизии. Кальдениус инициировал масштабное исследование эрозии берегов озера Венерн, результаты которого были опубликованы в 1964 году уже после его смерти и нашли применения для изучения проблем эрозии побережий в различных регионах мира

## Признание и награды
- Член Шведского геологического общества с 5 ноября 1908 года[3]
- Член-корреспондент Итальянского института палеонтологии человека[21].

## Память
- Фонд Карла Кльцона Кальдеиуса исп. Fundación Carl C:zon Caldenius Южноамериканской климатологической лаборатории[27]

## Труды
- Ahlmann, W.H., Caldenius, C., Sandegren, R. The Quaternary History of the Ragunda Region, Jämtland (англ.) // Geologiska Föreningen i Stockholm Förhandlingar. — 1912. — Vol. 34. — P. 343-364. — doi:10.1080/11035891209448696.
- Caldenius, C. Ragundasjöns stratigrafi och geokronologi.Doctoral thesis.. — Stockholm, 1924.
- Ahlmann, W.H., Caldenius, C., Sandegren, R. Ragundasjön, en geomorfologisk, geokronologisk, växtgeografisk undersökning. — Stockholm, 1924. — (Sver. Geol. Undersökning, Ser. Ca, Nr. 12).
- De Geer, G., Caldenius, C. Late glacial clay varves in Argentina measured by Dr. Carl Caldenius, dated and connected with the solar curve through the Swedish timescale (англ.) // en:Geografiska Annaler. — 1927. — Vol. 9. — P. 1—8.
- De Geer, G., Caldenius, C. Gotiglacial clay-varves in southern Chile measured by Dr. Carl Caldenius, identified with synchronous varves in Sweden, Finland, and U.S.A (англ.) // en:Geografiska Annaler. — 1929. — Vol. 11. — P. 247—256.
- Caldenius, C. Ett försök på att par al lel lis e ra de kvar-tära nedisningarna på norra og södra halvk lotet (швед.) // Geologiska Föreningen i Stockholm Förhandlingar. — 1931. — Vol. 53.
- Caldenius, C. Las glaciaciones cuaternarias en la Patagonia y Tierra del Fuego (исп.) // en:Geografiska Annaler. — 1932. — Vol. 14. — P. 1—164.
- Caldenius, C. Carboniferous varves, measured at Paterson, New South Wales (англ.) // Geologiska Föreningen i Stockholm Förhandlingar. — 1938. — Vol. 60. — P. 349—364.
- Caldenius, C. The Tehuelche or Patagonian Shingle-Formation. A Contribution to the Study of Its Origin (англ.) // en:Geografiska Annaler. — 1940. — Vol. 22. — P. 160—181.
- Caldenius, C. De svenska lervarven och årtalen för istidens slutskede (швед.) // Ymer. — 1941. — Vol. 61. — P. 81—106.
- Hansen, S., Caldenius, C. The Quaternary History of the Ragunda Region, Jämtland (швед.) // Geologiska Föreningen i Stockholm Förhandlingar. — 1941. — Vol. 63. — P. 311—316. — doi:10.1080/11035894109445063.
- Caldenius, C. Gotiglaciala israndsstadier och jökelbäddar i Halland. Förelöpande meddelande. (швед.) // Geologiska Föreningen i Stockholm Förhandlingar. — 1942. — Vol. 64. — P. 163—183.
- Caldenius, C. Hur lervarven blevo årtal (швед.) // Fornvännen. — 1943. — Vol. 38. — P. 321—326.
- Caldenius, C. Baltiska issjöns sänkning till Västerhavet; en geokronologisk studie (швед.) // Geologiska Föreningen i Stockholm Förhandlingar. — 1944. — Vol. 66. — P. 366—382.
- Caldenius, C. Den subarktiska transgressionsvågen (швед.) // Geologiska Föreningen i Stockholm Förhandlingar. — 1944. — Vol. 66. — P. 819—821. — doi:10.1080/11035894409448262.
- Caldenius, C. Några geokronologiska profiler i Viskadalen (швед.) // Geologiska Föreningen i Stockholm Förhandlingar. — 1951. — Vol. 73. — P. 423—433. — doi:10.1080/11035895109452834.
- Caldenius, C. Anmälanden och kritiker De kvartärgeologiska spöksynorna i Gävletrakten (швед.) // Geologiska Föreningen i Stockholm Förhandlingar. — 1951. — Vol. 73. — P. 696—699. — doi:10.1080/11035895109452865.
- Caldenius, C. Några glimtar från 4:e Inqua-kongressen i Italien (швед.) // Geologiska Föreningen i Stockholm Förhandlingar. — 1954. — Vol. 76. — P. 63—80. — doi:10.1080/11035895409453519.
- Caldenius, C., Lundström, R. The Landslide at Surte on the Göta River (Report No 27). — Stockholm: Geological Survey of Sweden, 1955. — (Sver. Geol. Undersökning, Ser. Ca, Nr. 12).
- Caldenius, C. The Zero-Year Varve of the Swedish Geological Time Scale (англ.) // Geologiska Föreningen i Stockholm Förhandlingar. — 1960. — Vol. 82. — P. 126—133.